# Тенис на Летњим олимпијским играма 2004 — женски парови
Такмичења у тенису за женске парове на Олимпијским играма 2004. у Атини у Грчкој одржана су од 15. августа до 22. августа у Олимпијском тенис центру. Учествовала су 32 пара из 21 земље.

## Резултати

### 1. коло 32 пара
(15 и 16. август)
| 1. пар                                                  | Резултат      | 2. пар                                                |
| Светлана Кузњецова (1) · Елена Лиховцева Русија         | 6-2, 3-6, 6-1 | Libuše Prusová · Барбара Стрикова Чехословачка        |
| Натали Деши · Сандрин Тести Француска                   | 7-5, 6-3      | Тина Крижан · Катарина Среботник Словенија            |
| Акико Моригами · Саори Обата Јапан                      | 3-6, 7-5, 6-3 | Мелинда Цинк · Aniko Kapros Мађарска                  |
| Паола Суарез (7) · Патрисија Тарабини Аргентина         | 6-7, 7-5, 6-2 | Анабел Медина Гаригес · Аранча Санчез-Викарио Шпанија |
| Алиша Молик (4) · Рене Стабс Аустралија                 | 6-4, 6-1      | Maret Ani · Каја Канепи Естонија                      |
| Каталина Кастано · Фабиола Залуга Колумбија,            | 7-6, 2-6, 9-7 | Ан Кремер · Клодин Шол Луксембург                     |
| Сливија Фарина Елија · Франческа Скјавоне Италија       | 6-2, 6-4      | Љубомира Курхајцова · Мартина Суха Словачка           |
| Ли Тинг (8) · Тиан Тиан Сун Кина                        | 7-5, 1-6, 6-3 | Чанда Рубин · Винус Вилијамс Сједињене Државе         |
| Шиногу Асагое (5) · Ај Сугијама Јапан                   | 5-7, 7-5, 6-3 | Јелена Дементјева · Анастасија Мискина Русија         |
| Јелена Костанић · Каролина Шпрем Хрватска               | 6-3, 6-2      | Wynne Prakusya · Ангелик Виђаја Индонезија            |
| Амели Моресмо · Мери Пирс Француска                     | 7-5, 6-1      | Елени Данилиду · Кристина Захаријаду Грчка            |
| Мартина Навратилова (3) · Лиса Рејмонд Сједињене Државе | 6-0, 6-2      | Yuliya Beygelzimer · Татјана Пребијанис Украјина      |
| Мирјам Казанова (6) · Пати Шнидер Швајцарска            | 6-3, 6-4      | Данијела Хантухова · Јанета Хусарова Словачка         |
| Јан Ци · Џенг Ђе Кина                                   | 6-2, 6-1      | Маја Матевжич · Тина Писник Словенија                 |
| Татјана Гарбин · Роберта Винчи Италија                  | 6-0, 6-1      | Никол Прат · Саманта Стосур Аустралија                |
| Кончита Мартинез (2) · Вирхинија Руано Паскуал Шпанија  | 6-4, 6-0      | Petra Mandula · Kyra Nagy Мађарска                    |

Напомена:
- Број у загради означава носиоце на турниру

### 2. круг 16 парова
(18. август)
| 1. пар                                            | Резултат    | 2. пар                                                  |
| Светлана Кузњецова (1) · Елена Лиховцева Русија   | 6-2 6-7 3-6 | Натали Деши · Сандрин Тести, Француска                  |
| Акико Моригами · Саори Обата Јапан}               | 4-6 2-6     | Паола Суарез(7) · Патрисија Тарабини Аргентина          |
| Алиша Молик (4) · Рене Стабс Аустралија           | 6-4 6-2     | Каталина Кастано · Фабиола Залунга Колумбија,           |
| Силвија Фарина Елија · Франческа Скјавоне Италија | 1-6 6-7     | Ли Тинг (8) · Тиан Тиан Сун Кина                        |
| Шинобу Асагое (5) · Ај Сугијама Јапан             | 6-3, 7-5    | Јелена Костанић · Каролина Шпрем Хрватска               |
| Амели Моресмо · Мери Пирс Француска               | предаја     | Мартина Навратилова (3) · Лиса Рејмонд Сједињене Државе |
| Мирјам Казанова (6) · Пати Шнидер Швајцарска      | 3-6 3-6     | Yan Zi · Џенг Ђе Кина                                   |
| Татјана Гарбин · Роберта Винчи Италија            | 3-6 3-6     | Кончита Мартинез (2) · Вирхиниа Руано Паскуал Шпанија   |

## Четвртфинале
(19. август)
| 1. пар                                  | Резултат    | 2. пар                                                  |
| Натали Деши · Сандрин Тести Француска   | 4-6 6-1 4-6 | Паола Суарез(7) · Патрисија Тарабини Аргентина          |
| Алиша Молик (4) · Рене Стабс Аустралија | 3-6 2-6     | Ли Тинг (8) · Тиан Тиан Сун Кина                        |
| Шинобу Асагое (5) · Ај Сугијама Јапан   | 6-4 4-6 6-4 | Мартина Навратилова (3) · Лиса Рејмонд Сједињене Државе |
| Yan Zi · Џенг Ђе Кина                   | 1-6 1-6     | Кончита Мартинез (2) · Вирхиниа Руано Паскуал Шпанија   |

## Полуфинале
(20. август)
| 1. пар                                          | Резултат    | 2. пар                                                |
| Паола Суарез (7) · Патрисија Тарабини Аргентина | 2-6 6-2 7-9 | Ли Тинг (8) · Тиан Тиан Сун Кина                      |
| Шинобу Асагое (5) · Ај Сугијама Јапан           | 3-6 0-6     | Кончита Мартинез (2) · Вирхиниа Руано Паскуал Шпанија |

## За 3 место
(21. август)
| 1. пар                                        | Резултат | 2. пар                                |
| Паола Сурез(7) · Патриција Тарабини Аргентина | 6-3 6-3  | Шинобу Асагое (5) · Ај Сугијама Јапан |

## Финале
(22. август)
| 1. пар                           | Резултат | 2. пар                                                 |
| Ли Тинг (8) · Тиан Тиан Сун Кина | 6-3 6-3  | Кончита Мартинез (2) · Вирхинија Руано Песквал Шпанија |

## Победници
|    | Састав парова                               | Држава    |
| 1. | Ли Тинг (8) Тиан Тиан Сун                   | Кина      |
| 2. | Кончита Мартинез (2) Вирхиниа Руано Паскуал | Шпанија   |
| 3. | Паола Суарез (4) Патрсија Тарабини          | Аргентина |